# Rajd Kormoran 1989
Rajd Kormoran 1989 – 17. edycja Rajdu Kormoran. Był to rajd samochodowy rozgrywany od 8 do 9 września 1989 roku. Była to czwarta runda Rajdowych Samochodowych Mistrzostw Polski w roku 1989. Rajd składał się z dwudziestu trzech odcinków specjalnych (jeden OS został odwołany). Rajd rozgrywany był na nawierzchni asfaltowej i szutrowej. Zwycięzcą został Marian Bublewicz, który wygrał dwadzieścia OS-ów (w tym dwa ex aequo), drugie miejsce zajął Andrzej Koper (wygrał jeden OS), na trzecim miejscu do mety dojechał Mirosław Krachulec (wygrał jeden OS).

## Wyniki końcowe rajdu[1][2]
| Miejsce | Kierowca            | Pilot                 | Samochód               | Czas    | Strata | Grupa Klasa |
| ------- | ------------------- | --------------------- | ---------------------- | ------- | ------ | ----------- |
| 1       | Marian Bublewicz    | Ryszard Żyszkowski    | Mazda 323 4WD          | 1:40:49 | -      | A-13        |
| 2       | Andrzej Koper       | Jakub Mroczkowski     | Renault 11 Turbo       | 1:44:50 | +4:01  | A-13        |
| 3       | Mirosław Krachulec  | Marek Kusiak          | Mazda 323 4WD          | 1:45:03 | +4:14  | A-13        |
| 4       | Krzysztof Hołowczyc | Robert Burchard       | FSO Polonez 1600       | 1:51:37 | +10:48 | A-14        |
| 5       | Paweł Przybylski    | Maciej Wisławski      | FSO Polonez 1500 Turbo | 1:52:28 | +11:39 | A-13        |
| 6       | Ryszard Adamek      | Janusz Bronikowski    | FSO Polonez 1600 C     | 1:54:18 | +13:29 | A-14        |
| 7       | Adam Gajek          | Sławomir Kazimierczak | FSO 1500               | 1:54:46 | +13:57 | N-02        |
| 8       | Andrzej Chojnacki   | Jolanta Cieślak       | Polski Fiat 125p 1500  | 1:55:22 | +14:33 | N-02        |
| 9       | Robert Kępka        | Wojciech Kruzel       | Peugeot 205 GTI        | 1:56:06 | +15:17 | B           |
| 10      | Waldemar Doskocz    | Andrzej Górski        | FSO Polonez 1600       | 1:56:10 | +15:21 | A-14        |